# 야마토 유우가
야마토 유우가(일본어: 大和 悠河 やまと ゆうが[*], 1977년 8월 4일 - )는 일본의 배우이다. 전 다카라즈카 가극단 소라구미 톱스타이다. 애칭은 "유우가", "타니"이다.
도쿄도 분쿄구 출신이다. GOOGA 소속이다. 도쿄가정대학 부속 여자중학교 출신이다.

## 약력
1993년, 다카라즈카 음악학교에 입학하였다.
1995년, 다카라즈카 가극단 81기생으로 입단. 호시구미 공연 「국경 없는 지도」로 초무대. 그 후, 츠키구미에 배속되었다. 같은 해 8월, 『미 앤 마이 걸』로 제랄드 역 (1부 한정)을 연기했다.
1996년 1월, 한큐 한신 첫 참배 포스터 모델에 기용되었다.
1997년 5월, 『'97 TCA 스페셜 더 제전』에서 TCA 스페셜 첫 출연하였다. 같은 해 6월, 『EL DORADO』로 신인공연 첫 주연. 같은 해 12월, 『원 모어 타임！』으로 바우홀 공연 첫 주연을 맡았다. 더블 주연이었지만, 입단 3년차로, 바우 최연소 주연을 해냈다.
1998년, 상급생과 함께 첫 디너쇼 『COLOR』를 했다. 같은 해 12월, 『신데렐라 록』으로 첫 바우홀 단독 주연을 했다.
1999년, 중국 공연 (베이징, 상하이) 『몽현 하나에마키(夢幻花絵巻)/브라보！다카라즈카』로 첫 해외공연에 참가했다.
2000년, TBC그룹 CM 「AESTHE FIGHTER TBC」에 기무라 타쿠야와 함께 출연했다.
2001년, 『대해적』 신인공연으로 6번째 주연을 맡으면서, 신인공연을 졸업하였다.
2002년, 『가이즈＆돌스』로 본공연에서 처음으로 큰 역할을 맡았다. 3월, 「제 18회 아사쿠사예능대상 (浅草芸能大賞)」에서 신인상을 수상했다. 같은 해 10월, 첫 단독 디너쇼 『Possibility』를 도쿄와 오사카에서 개최했다. 이 시기에 츠키구미 니반테로 승격했다.
2003년 2월, 소라구미로 조이동했다. 같은 해 5월, 호시구미 공연 『비에 부르면 (雨に唄えば)』에 특별출연하였다.
2004년, 다카라즈카 가극단 90주년 특별 기획의 일환으로, 호시구미 공연 『1914・사랑／다카라즈카 현란』과 『꽃춤 추는 장안 (花舞う長安)／로맨티카 다카라즈카'04』 (하카타좌 공연 한정)에 특별출연하였다.
2007년 3월 15일, 『A/L (알) -괴도 루팡의 청춘-』으로 소라구미 톱스타에 취임. 같은 해 6월, 『발렌시아의 뜨거운 꽃／소라 FANTASISTA!』로 대극장 오히로메 공연을 했다.
2009년 7월 5일, 『장미에 내리는 비／Amour 그것은…』 도쿄 공연 천추락을 기해, 가극단을 퇴단하였다.
2010년 2월, 『CURTAINS』으로 배우 데뷔 (히로인)하였다. 그 해 4월, 『戯伝写楽』으로 퇴단 후 첫 주연을 맡았다. 같은 해 7월, 『설마 Change?!』의 주연, 같은 해 12월 『YUGA OPERA』로 첫 콘서트를 하였다.
2011년 4월, 가무극 『기담 사쿠라히메(綺譚 桜姫)』, 같은 해 8~9월, 『100년의 I love you』의 주연을 맡았다. 같은 해 7월부터 오페라의 오마쥬인 『YUGA OPERA CAHIER』를 정기적으로 개최하고 있다.
2012년 1월, 『GULF』, 4월 『츠치미카도 대로(土御門大路)〜음양사 아베 하루아키와 귀선의 여자』, 10~11월, 『장미 내리는 밤에는 푸른 비가 온다(薔薇降る夜に蒼き雨降る)』의 주연을 맡았다.
2013년 6월, 『기담 이쿠타가와(綺譚 生田川)』의 주연을 맡았다.
2013년 9월, 세일러문 20주년 기념 프로젝트의 일환으로, 2005년 이후 8년 만에 부활한 『미소녀 전사 세일러문』 뮤지컬에 여성 캐스트 최초로 지바에 (턱시도 가면) 역으로 출연했다. 2014년 8~9월에 2탄 상연 (2015년 1월, 상하이 공연), 2015년 9~10월 3탄, 2016년 10~11월 4탄, 2017년 9~10월에 파이널 5탄이 상영되었다.
2014년 6월 『세설(細雪)』에 4녀 묘코 역으로 출연하였다. 2015년 4월에 오사카에서 상연했다.
2014년 11~12월, 브로드웨이 뮤지컬 『CHICAGO』의 록시 하트 역으로 출연했다.
2016년 7~8월, 브로드웨이 뮤지컬 『CHICAGO』 재연 (7월, 뉴욕에서 공연)했다.
2018년 7월, 함부르크 주립가극장과 이기회 제휴 공연 오페라 『마탄의 사수(魔弾の射手)』에 악마 자미엘 역으로 출연했다.

## TV출연
- 제 46회 NHK 홍백가합전（1995年12月31日、NHK）※다카라즈카 가극단 츠키구미
- 제 50회 NHK 홍백가합전（1999年12月31日、NHK）※다카라즈카 가극단과 가부키의 응원전
- THE夜もヒッパレ（1999年2月27日、日本テレビ）
- THE夜もヒッパレ（2001年4月21日、日本テレビ）※「ジャニーズ」メドレー
- FNS歌謡祭（2007年12月5日、フジテレビ）
- 日曜ワイド『踊れない三枚目!?東山紀之がコメディに挑む!〜ブロードウェイミュージカル「カーテンズ」密着200日SP!!』（2010年1月31日 - 2月22日、テレビ朝日他）
- プルミエール#93「魅力的な舞台人」（2010年3月16日 - 3月19日、WOWOW）
- BSスカパー!開局特番『輝きを紡いでタカラジェンヌSpirits〜今も、むかしも、スターを生み出す夢の世界へ〜』（2011年10月8日、BSスカパー）
- 地球アゴラ with you（2011年12月4日、NHK BS）
- 緊急特集 GACKT最新舞台 MOON SAGA-義経秘伝- 真相解明SP!!（2012年7月24日、朝日放送（関西地区））
- 開幕直前!ミュージカル プロミセス・プロミセスの魅力（2012年12月15日、BSフジ）
- 地球アゴラ 「夏だ!魅惑の島めぐり」（2013年8月4日、NHK BS）
- 地球アゴラ 「わたしの町のタカラヅカ」（2014年4月14日、NHK BS）
- 真夏のプレミア音楽祭〜魅惑のコラボレーション〜（2014年8月16日、テレビ朝日）
- GINZA YOGA（2017年7月2日 - 、TOKYO MX）
- クイズ!脳ベルSHOW（2020年10月5日・6日・9日、BSフジ） - ゲスト

## CM 출연
- 도쿄 가스 가스 룸 에어컨 (1996년 - 1997년)
- TBC AESTHE FIGHTER TBC「FAT GEDAM 편」 (2000년)

## 출판물
- 다카라즈카 영스타 가이드 '99 (1999년, 한큐 코퍼레이션)
- 다카라즈카 퍼스널 북 I VOL.5 야마토 유우가 (2002년 1월, 한큐전철 ／한큐 커뮤니케이션즈)
- 다카라즈카 퍼스널 북 II VOL.3 야마토 유우가 (2004년 11월, 한큐전철 ／한큐 커뮤니케이션즈)
- 더 다카라즈카 IV 宙組特集 (2009년, 한큐 커뮤니케이션즈)
- yuga yamato Memorial Book (2009년 6월, 한큐전철 ／한큐 커뮤니케이션즈)
- 야마토 유우가의 파리 세련된 노트 (2010년 4월, 마이니치 신문 출판)
- 야마토 유우가의 오페라와 과자의 여행〜사랑의 히로인을 살며〜 (2011년 6월, 츄오공론신사)
- 맛있는 기억〜에세이 「삼색 도시락에 담은 엄마 마음」 수록〜 (2017년 12월, 츄오공론신사)
- YUGA (2018년 1월, 주부의 우사)

## 재단 시절 달력
- 퍼스널 캘린더 (2003년 - 2009년)

## 비디오ㆍDVD
- 원 모어 타임 (ワン・モア・タイム, 1997년) - 비디오
- 신데델라 록 (シンデレラ・ロック, 1998년) - 비디오. 복각판은 2007년 DVD로 릴리즈.
- 열두밤 (十二夜. 1999년) - 비디오. 복각판은 2007년 DVD로 릴리즈.
- 1998년 신인동연 다이제스트 「THE ENERGY 2」 (1999년) - 비디오. 「검은 눈동자(黒い瞳)」 수록
- 「더욱 미친 사람 (更に狂はじ)」 (2000년) - 비디오
- 2000년 신인공연 다이제스트 「THE ENERGY 5」 (2001년) - 비디오. 「LUNA」 수록
- 2001년 신인공연 다이제스트 「THE ENERGY 8」 (2002년) - 비디오. 「대해적(大海賊)」 수록
- 「Possibility」 디너쇼 (2002년) - 비디오
- THE LAST PARTY (2004년) - 비디오・DVD
- 불멸의 연인들에게 (不滅の恋人たちへ, (2005년) - 비디오・DVD
- A/L-괴도 루팡의 청춘 (A/L-怪盗ルパンの青春, 2007년) - DVD
- 발렌시아의 뜨거운 꽃／소라 FANTASISTA!! (2007년) - DVD
- Yuga YAMATO「Brilliant Dreams」 (2007년) - DVD
- 여명의 바람 (黎明の風)／Passion 사랑의 여행(愛の旅) (2008년) - DVD
- 비에 부르면 (雨に唄えば, 2008년) - DVD
- Paradise Prince／댄싱 포 유 (ダンシング・フォー・ユー) (2008년) - DVD
- 「Bi-dan」 Yuga Yamato meets Asami Kiyokawa (2008년) - DVD
- 외전 베르사이유의 장미 - 안드레편 / 댄싱 포유 (外伝ベルサイユのばら－アンドレ編／ダンシング・フォー・ユー) (2009년) - DVD
- 장미에 내리는 비 (薔薇に降る雨)／Amour 그것은 (それは)… (2009년) - DVD
- 「Gracious Pink」 디너쇼 (2009년) - DVD
- YUGA YAMATO Special DVD-BOX (2009년)
- YUGA WORLD（D2009년, 다카라즈카 크리에이티브 아트) - DVD
- 「야마토 유우가 더 라스트 데이 (大和悠河　ザ・ラストデイ)」 도쿄 다카라즈카 극장 천추락 (東京宝塚劇場千秋楽) (2009년) - DVD
- 야마토 유우가 신인공연 다이제스트 (大和悠河　新人公演ダイジェスト)　Energy (2009년) - DVD
- YUGA 2009 YUGA YAMATO Takarazuka Sky Stage Special DVD-BOX (2009년) - DVD

## CD
- YAMATO Yuga Single Collection (2009년)
- ELOISE (2016년 12월) ※1st 앨범

## 같이 보기
- 도쿄도 출신 인물 목록